# Superficie alar
La superficie alar es la superficie total del ala (sin incluir el carenado de la panza del avión). Existen diversidad de criterios a la hora de calcular la superficie alar pues hay que tener en cuenta si se considera como parte del ala las aletas del extremo del ala. Otras discrepancias pueden venir de qué parte es fuselaje y qué parte es ala en la raíz. La superficie alar es un parámetro muy importante de diseño conceptual del avión. Por otro lado, define la adimensionalización de diversos coeficientes globales, como el coeficiente de sustentación o como el largo de las alas.

## Galería de superficies alares

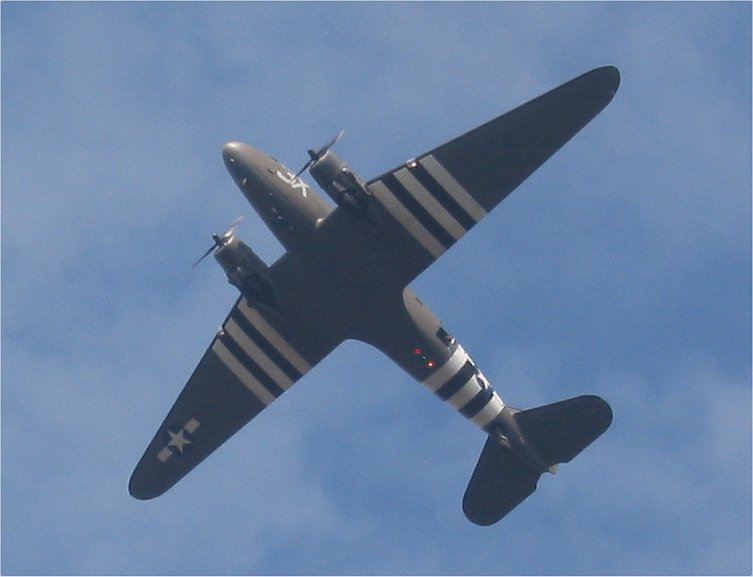
Douglas Dakota.  Es raro en un avión con motor a pistones tener una superficie alar basada en bordes de ataque hacia atrás y bordes posteriores rectos
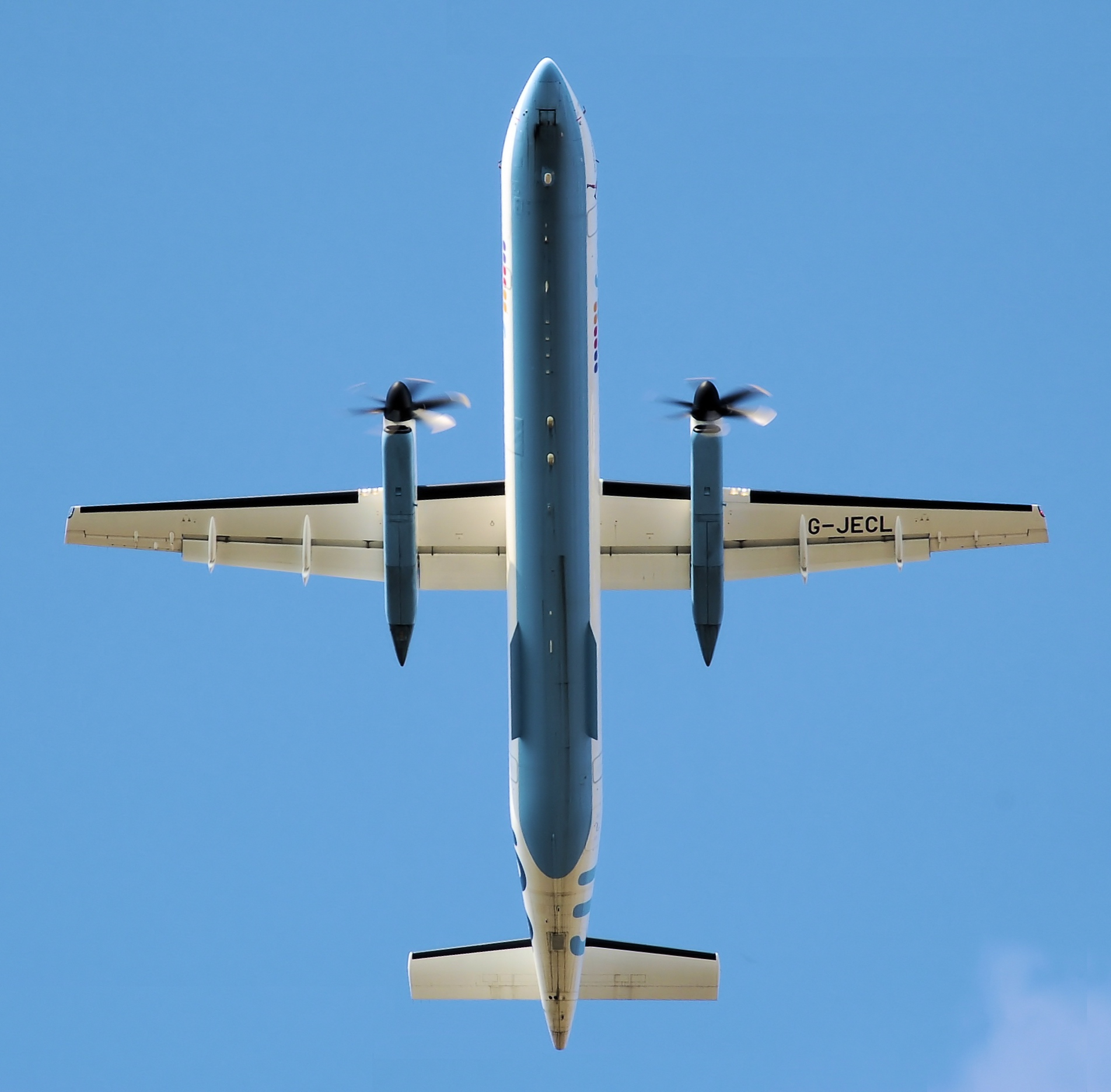
Avión de la aerolíneas Flybe, Bombardier Dash 8 Q400 impulsado  con hélices  y con alas que presentan una elevada aspect ratio
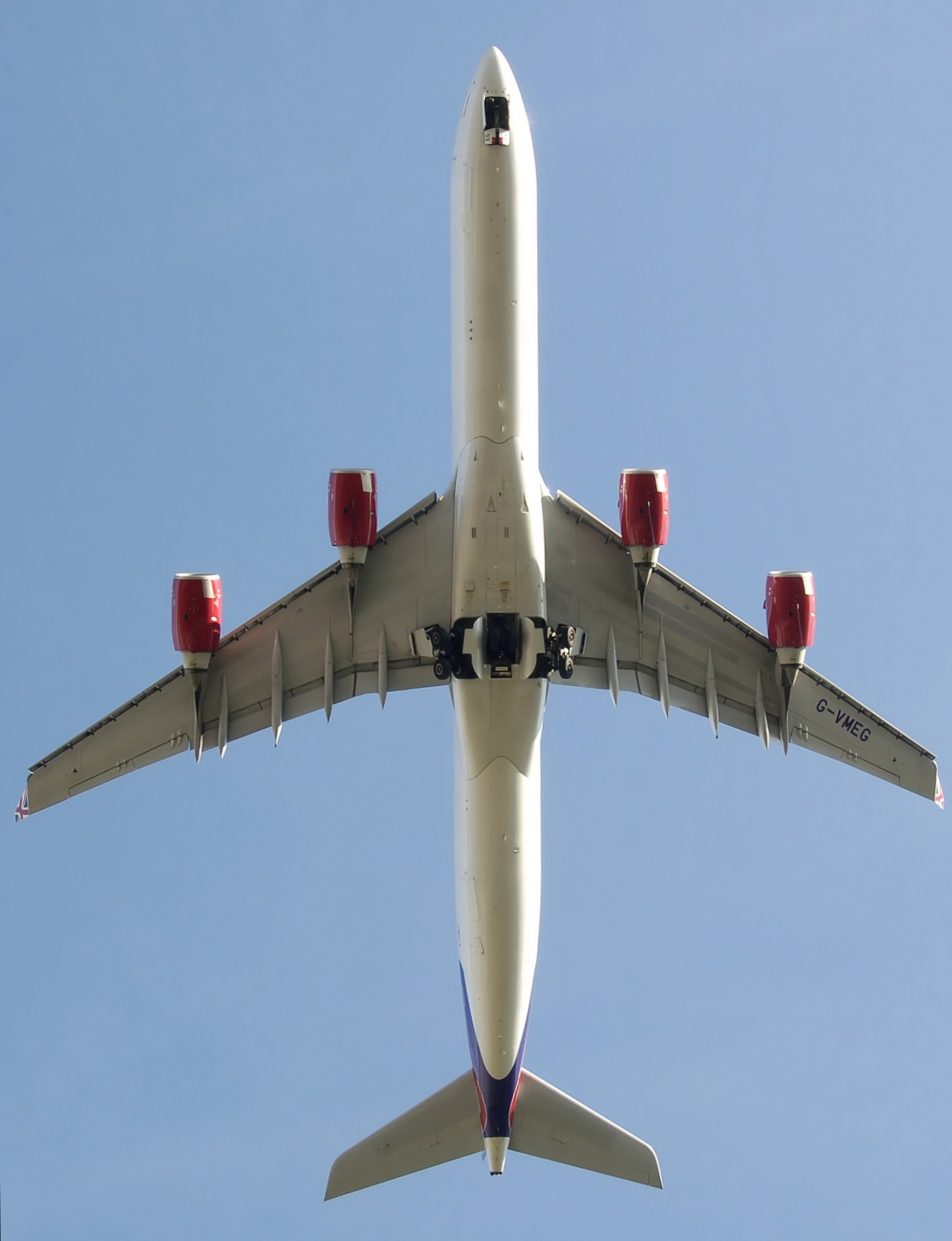
Airbus A340-600 (el tren de aterrizaje se está retrayendo)
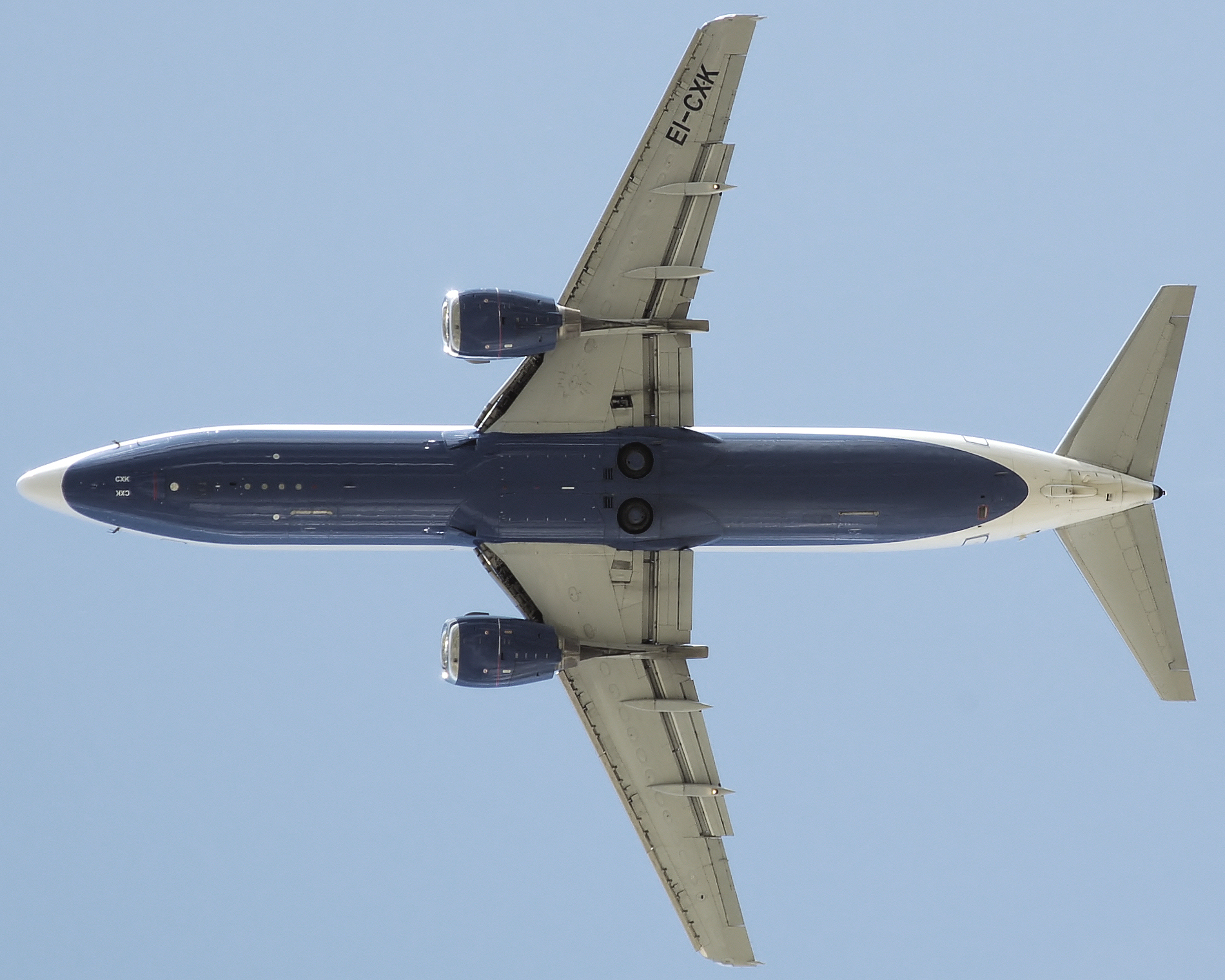
Boeing 737-400.
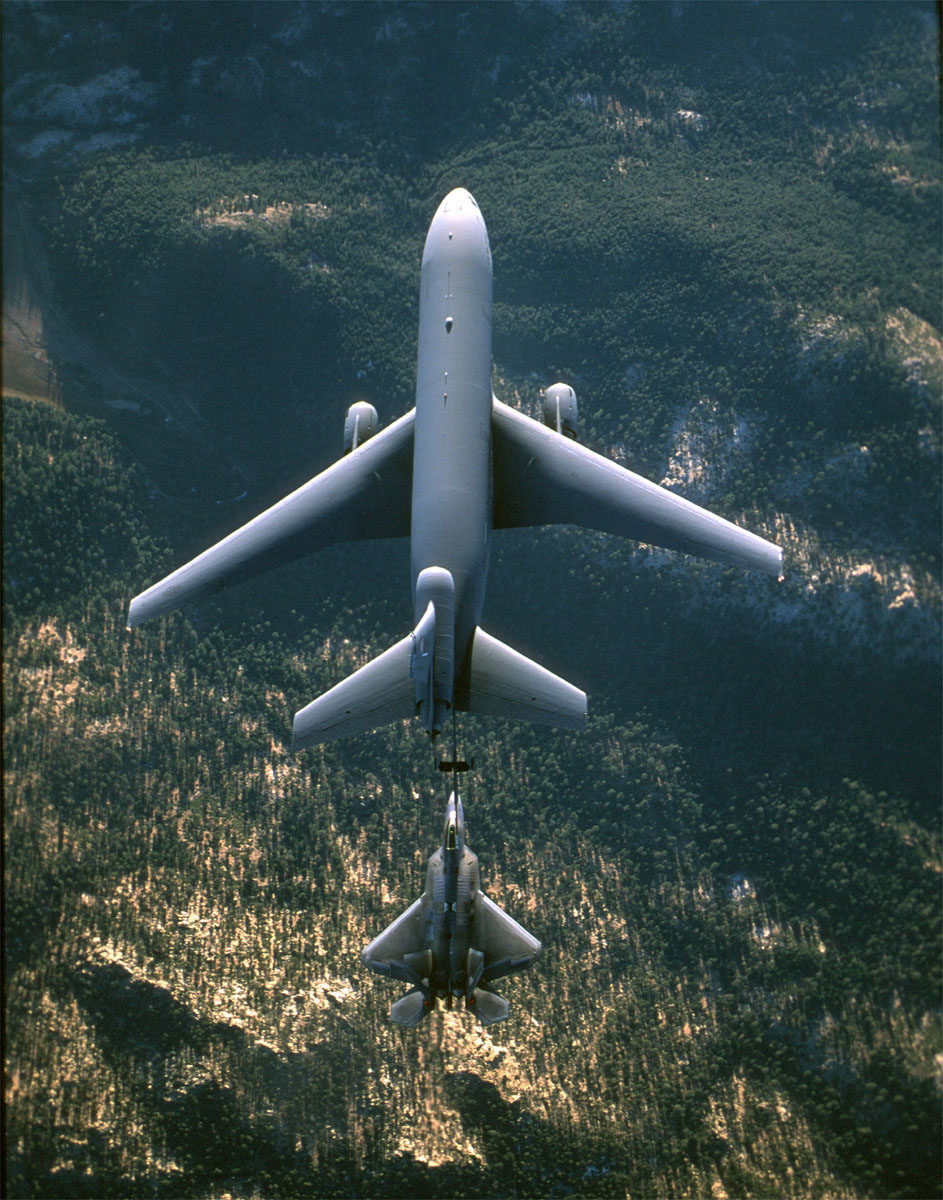
Un KC-10 Extender con alas en flecha (superior) provee de combustible a un F-22 Raptor
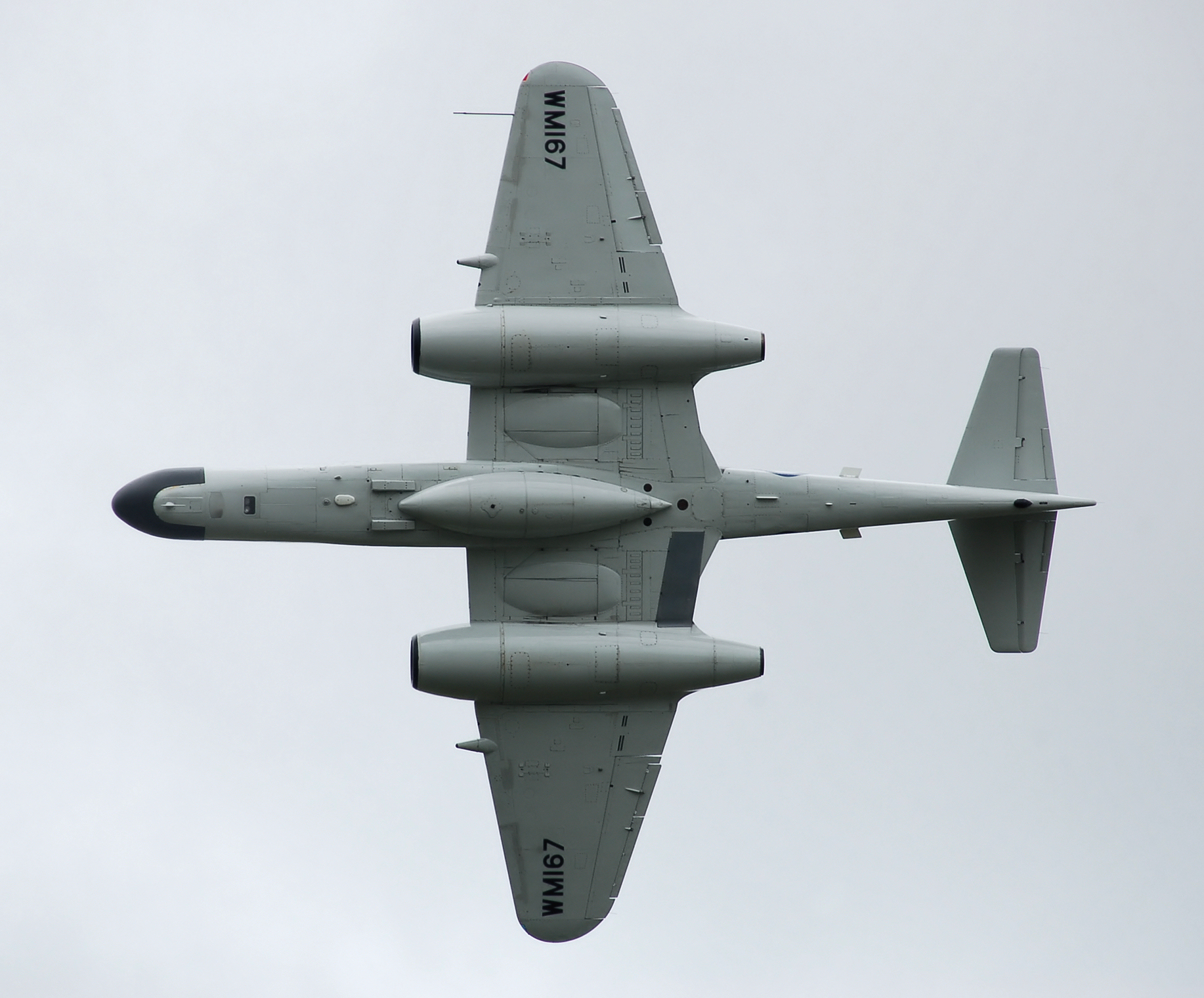
Gloster Meteor NF11, construido en 1952

## Forma en planta
Una parte fundamental en el diseño de las alas de una aeronave es su “forma en planta”, más conocida como “planeform”. Esto se refiere a la geometría del ala cuando es vista desde arriba.
Cabe mencionar que más allá de afectar la estética del avión, tiene grandes repercusiones en la aerodinámica del mismo, por lo que un diseño puede ser más o menos adecuado para ciertas velocidades de vuelo
Las formas básicas de forma en planta para superficies sustentadoras son: elíptica, rectangular, trapezoidal, trapezoidal inversa, semi-trapezoidal, con flecha hacia adelante/atrás y ala delta.
Ala elíptica
Se utiliza en gran medida en planeadores. Tiene mejores capacidades aerodinámicas que el ala rectangular, pues su larga envergadura es capaz de capturar las corrientes de viento con mayor facilidad sin la necesidad de un gran empuje. Tiene la mejor distribución de carga en la envergadura y además el arrastre inducido es menor. Sin embargo, su costo de fabricación es mayor al del ala rectangular y su manufactura es la más complicada de todas. Además, tiene peores capacidades al entrar en pérdida (stall) que el ala rectangular, por lo que en ocasiones se construye con ángulo a lo largo del ala (washout) para contrarrestar este efecto.
Ala rectangular
Es un ala de propósito general. Tiene sección transversal constante, por lo que su costo y dificultad de manufactura son bajos. Es capaz de volar a bajas velocidades, por debajo de Mach 0.4, y se utiliza por lo general para aeronaves privadas. Tiene buenas capacidades al entrar en pérdida, pues esta condición comienza en la raíz del ala y finaliza en la punta, por lo que a medida que entra en pérdida, el control (alerones) puede seguirse manteniendo. No obstante, sus capacidades aerodinámicas son deficientes.
Ala trapezoidal
Es el tipo de ala más utilizada hoy en día debido a su buena sustentación y buena distribución de carga a lo largo de la envergadura. Su eficiencia aerodinámica es superior al ala rectangular e inferior a la elíptica, sin embargo, con el ángulo adecuado y otras pequeñas modificaciones, se puede aproximar en gran medida a la elíptica. Aunque su manufactura resulta más laboriosa que la del ala rectangular, es notablemente más sencilla que la de la elíptica, por lo que resulta preferida sobre esta. Existe una variante, la semi-trapezoidal, que es una combinación de la rectangular (primera sección del ala) y la trapezoidal (segunda sección hasta la punta). Al igual que el ala elíptica, tiene capacidades más deficientes al entrar en pérdida que el ala rectangular; pero de igual manera, existen métodos para contrarrestar este inconveniente.
Ala con flecha
Este tipo de ala se utiliza más en aviones que alcanzan velocidades transónicas y supersónicas. Su diseño ayuda a reducir el “arrastre de onda”, generado a velocidades transónicas (y mayores) a causa de las ondas de choque, mismas que reducen el flujo a subsónico. El diseño ayuda a reducir el área afectada por el impacto de las ondas.
Ala delta
Al igual que el ala con flecha, el ala delta es utilizada para aviones supersónicos. Genera menor arrastre que otro tipo de alas, lo que le permite volar a grandes velocidades. No obstante, no es efectiva a velocidades bajas y entra rápidamente en pérdida, por lo que solo se utiliza para aeronaves de combate y transbordadores espaciales.